# ネコザメ
ネコザメ Heterodontus japonicus (猫鮫、英: Japanese bullhead shark) は、ネコザメ目ネコザメ科に属するサメの一種。
別名、サザエワリ。日本近海に生息するネコザメ科の代表種である。日本には他にシマネコザメ H. zebraが分布するが、こちらは比較的珍しい。

## 分布・生息域
太平洋北西部。日本では北海道以外南の沿岸で見られる他、朝鮮半島、東シナ海の沿岸海域に分布する。水深6-37mの浅海の海底付近に生息し、岩場や海中林などを好む。

## 形態
最大全長120cm。背鰭は2基で、いずれにも前端に鋭い棘を備える。これはとくに幼魚が大型魚の捕食から逃れるのに役立っている。臀鰭をもつ。体型は円筒形。薄褐色の体色に、縁が不明瞭な11-14本の濃褐色横帯が入る。吻は尖らず、眼の上に皮膚の隆起がある。この眼上隆起を和名ではネコの耳に、英名ではウシの角に見立てている。歯は他のネコザメと同様、前歯が棘状で、後歯が臼歯状である。循鱗は大きく、頑丈である。

## 生態
底生性で岩場や海藻類の群生地帯に住み、硬い殻を持つサザエなどの貝類やウニ、甲殻類などを好んで食べる。臼歯状の後歯で殻を噛み砕いて食べるため、サザエワリ（栄螺割）とも呼ばれる。日中は海藻や岩の陰に隠れ、夜間に餌を求めて動き回る夜行性である。遊泳力は弱いが、胸鰭を使って海底を歩くように移動することもある。
卵生。日本では3月から9月にかけて産卵が行われ（3-4月が最盛期）、雌は卵を一度に2個ずつ、合計6-12個産む。卵は螺旋状のひだが取り巻き、岩の隙間や海藻の間に産み落とされた卵を固定する役割がある。仔魚は卵の中で約1年かけて成長し、約18cmで孵化する。雄は69cmで成熟する。

## 人との関わり
刺し網などで混獲されるが、水産上重要でない。日本の和歌山など地方によっては湯引きなどで賞味される。酢味噌をあえる場合もある。
日本では水族館などでよく飼育、展示される。下田海中水族館（静岡県下田市）はネコザメの繁殖賞を受賞している。一般家庭での水槽飼育も可能で、小さな個体は観賞用に売買されることもある。
人には危害を加えない。